# Itabira
Itabira é um município brasileiro no interior do estado de Minas Gerais, Região Sudeste do país. Localiza-se no Quadrilátero Ferrífero, a leste da capital do estado, distando desta cerca de 110 km. Ocupa uma área de 1 254,607 km², sendo que 31,82 km² estão em perímetro urbano, e sua população foi estimada em 117 747 habitantes em 2024.
A região começou a ser desbravada no final do século XVII, porém foi somente no decorrer do século XVIII que ocorreu um povoamento do lugar, após a descoberta de ouro nas montanhas itabiranas. Entre o final do século XVIII e começo do século XIX, a mineração do ouro entrou em declínio, mas ao mesmo tempo a exploração do ferro começava a ganhar impulso, surgindo então as primeiras forjas. Ao longo do século XX várias empresas vêm para Itabira atraídas pelas reservas ferríferas e, em 1942, é criada a Companhia Vale do Rio Doce (CVRD) por Getúlio Vargas (atual Vale S.A.), dando início à exploração do minério de ferro em grande escala e a um novo período de desenvolvimento social, econômico e estrutural em Itabira.
Além de se relevar no setor de exploração mineral, Itabira também se destaca por ser terra natal de Carlos Drummond de Andrade, contista, cronista e poeta modernista que se inspirou em sua cidade-natal para algumas de suas obras. Também há uma série de atrativos naturais, tais como a Mata do Limoeiro, a Pedra da Igreja, a Serra do Bicudo e a Serra dos Alves, além das cachoeiras dos Cristais, do Campo, da Boa Vista, do Limoeiro e do Meio.

## História

### Origens
Sebastião da Rocha Pita, em sua obra História da América Portuguesa, descreve a "descoberta" da região como ocorrida em 1698. Porém o território ocupado pelo atual município de Itabira começou a ser de fato povoado no decorrer do século XVIII, após dois mineradores (os irmãos Francisco e Salvador Faria de Albernaz) encontrem ouro nos ribeiros que desciam pela encosta de um morro, no ano de 1720.
Francisco e Salvador Faria de Albernaz eram paulistas descendentes de bandeirantes e estavam em busca de escravos, tendo se afixado nos arredores do dito morro e por bastante tempo aproveitaram sozinhos as minas descobertas. Algum tempo depois, a notícia da descoberta de ouro se alastrou e logo vieram novos exploradores, ocorrendo nas décadas seguintes um processo de ocupação das terras da atual Itabira, em especial às margens dos riachos que corriam ao pé do Pico do Cauê. Por vezes essas terras ocupadas englobavam áreas de domínio indígena, dando origem a conflitos e mortes. Ao final do século XVIII, o povoamento já era consistente e havia sido batizado de Sant’Ana do Rosário, vindo a ser construída no começo do século seguinte uma capela em honra a Nossa Senhora do Rosário, padroeira do lugar.

### Evolução administrativa
A partir do povoado de Sant’Ana, foi criado o distrito de Itabira de Mato Dentro, subordinado a Caeté, pelo alvará de 25 de janeiro de 1827, sendo elevado à categoria de vila pela resolução de 30 de junho de 1833, instalando-se a 7 de outubro do mesmo ano. Pela lei provincial nº 374, de 9 de outubro de 1848, a vila é elevada à categoria de cidade com o nome de Itabira.
Itabira se emancipou constituída de dois distritos, sendo eles o distrito-sede e São José da Lagoa, e seu território englobava ainda a área que se desmembraria em 1911 para dar origem ao município de Antônio Dias e, a partir deste, às cidades de Coronel Fabriciano (1948), Ipatinga (1964) e Timóteo (1964). Em 14 de setembro de 1832, é criado o distrito de Santana dos Ferros (correspondente ao atual município de Ferros), que foi emancipado em 23 de setembro de 1884 e mais tarde também deu origem a Joanésia. Em 15 de setembro de 1870, é criado o distrito de Senhora do Carmo (então com o nome de Carmo de Itabira), em 1º de abril de 1871 é criado o distrito de Santa Maria (mais tarde Santa Maria de Itabira) e em 20 de setembro de 1882, é criado o distrito de Dionísio (atualmente município), sendo transferido para São Domingos do Prata em 1911. Em 16 de novembro de 1892, é criado o distrito de Ipanema (atual município de Santana do Paraíso), transferido para Ferros em 1911, e em 23 de maio de 1894 cria-se o distrito de Ipoema (então com o nome de Aliança). Itabira também perdeu território para dar origem a partes dos municípios de Peçanha e São Domingos do Prata, em 1875 e 1890, respectivamente.
São José da Lagoa emancipa-se em 17 de dezembro de 1938 com o nome de Presidente Vargas (atual Nova Era) e em 31 de dezembro de 1943 emancipa-se Santa Maria de Itabira. Nesta mesma data, Itabira passou a denominar-se Presidente Vargas, voltando ao nome original pelo decreto nº 2430, de 5 de março de 1947. Atualmente restam o distrito-sede, Ipoema e Senhora do Carmo.

### Etimologia
O nome "Itabira" se origina da antiga língua tupi, significando "pedras erguidas", através da junção dos termos itá ("pedra") e byr ("erguida").

### Após a emancipação

Itabira, 1955. Arquivo Nacional.

Entre o final do século XVIII e começo do século XIX, a mineração do ouro entrava em declínio, porém ao mesmo tempo a exploração do ferro começava a ganhar impulso, surgindo então as primeiras forjas, sendo Domingos Barbosa quem trouxe instrução à instalação da nova indústria. A primeira do tipo foi instalada por Manoel Fernandes Nunes, que, além de fundir o ferro, manufaturava e fabricava diversos objetos, ferramentas e ainda armas.
A partir de então Itabira tinha seu progresso econômico garantido pelas indústrias de fundição de ferro, que existiam desde o fim do império. É considerada a mais importante a Fábrica do Girau (1816). Mais tarde, vieram as fábricas de tecido, destacando-se as Fábricas da Gabiroba (1876) e da Pedreira (1888). Em 1867, contabilizavam-se 84 forjas nas regiões de Itabira e Santa Bárbara. Em 1910, no XI Congresso Geológico Internacional, realizado em Estocolmo, na Suécia, revelou-se que, no centro do estado de Minas Gerais, estavam localizadas as maiores jazidas de minério de ferro do mundo. Em junho de 1911, a Itabira Iron Ore Company, sucessora da Brazilian Hematite Syndicate, foi autorizada a explorar e exportar minério de ferro das jazidas de Itabira por concessão do Governo Federal, sendo o presidente da república Hermes da Fonseca.
Em 1942, com a criação da Vale S.A., antiga Companhia Vale do Rio Doce (CVRD), e a exploração do minério em grande escala, a cidade de fato começou a crescer e a se desenvolver economicamente. A Vale reformulou e, mais tarde, duplicou a Estrada de Ferro Vitória a Minas (EFVM), destinada ao transporte de minério até o Porto de Tubarão, no Espírito Santo. No final da década de 1960, Itabira ganhou novo impulso em seu desenvolvimento, com o Plano de Expansão da Vale, que construiu e colocou em operação o "Projeto Cauê" responsável por um verdadeiro crescimento econômico e cultural da cidade.

## Geografia
A área do município, segundo o Instituto Brasileiro de Geografia e Estatística (IBGE), é de 1 254,607 km², sendo que 31,82 km² constituem a zona urbana. Situa-se a 19°37'09" de latitude sul e 43°13'37" de longitude oeste e está a uma distância de 111 quilômetros a nordeste da capital mineira. Seus municípios limítrofes são Itambé do Mato Dentro, a norte; Jaboticatubas, a noroeste; Nova União, a leste; Bom Jesus do Amparo, a sudoeste; João Monlevade e São Gonçalo do Rio Abaixo, a sul; Bela Vista de Minas, a sudeste; Nova Era, a leste; e Santa Maria de Itabira, a nordeste.
De acordo com a divisão regional vigente desde 2017, instituída pelo IBGE, o município pertence às Regiões Geográficas Intermediária de Belo Horizonte e Imediata de Itabira. Até então, com a vigência das divisões em microrregiões e mesorregiões, fazia parte da microrregião de Itabira, que por sua vez estava incluída na mesorregião Metropolitana de Belo Horizonte.

### Relevo e hidrografia

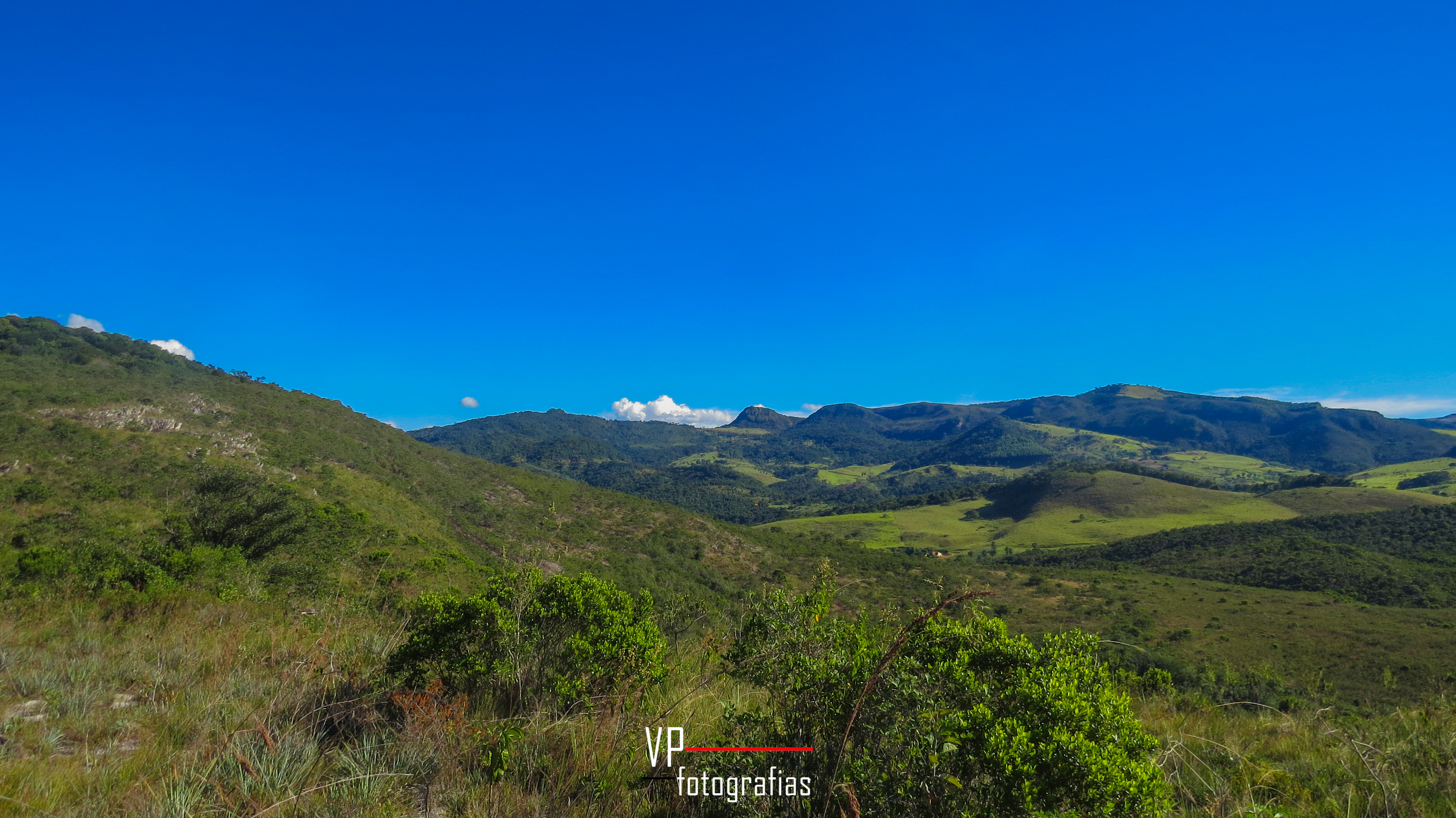
Área de relevo ondulado no interior do município

O relevo do município de Itabira é predominantemente montanhoso. Aproximadamente 70 % do território itabirano é coberto por mares de morros e montanhas, enquanto em cerca de 20 % há o predomínio de terrenos ondulados, e os 10 % restantes são lugares planos. A altitude máxima está no Alto da Mutuca, na Serra do Espinhaço, divisa municipal com Jaboticatubas e Nova União, que chega aos 1 662 metros, enquanto que a altitude mínima é de 540 metros e encontra-se no lago formado pela construção da Usina Hidrelétrica de Dona Rita, no rio Tanque, na tríplice divisa municipal entre Itabira, Itambé do Mato Dentro e Santa Maria de Itabira.
Na geologia do município, há predomínio de rochas do complexo granito-gnáissico do mesoarqueano, sendo encontradas também rochas proterozoica do supergrupo "Minas", em que predominam quartzitos, itabiritos, conglomerados e filitos. O solo itabirano é do tipo latossolo vermelho-amarelo, em que há ocorrência de granitos e xistos e em menor quantidade argissolos vermelho-amarelo. Nas áreas de formações ferríferas, os latossolos vermelhos são muito comuns, enquanto que os cambissolos aparecem nas encostas com grande grau de inclinação. Ainda há ocorrências de neossolos na vertente leste da Serra do Espinhaço, a noroeste do município.
Influenciado pelas condições geológicas, geomorfológicas e pedológicas, o município de Itabira conta com uma grande variedade de rios e riachos de pequeno ou médio porte, com leitos bem encaixados e muitos nascendo dentro do próprio território. Os principais cursos d’água que compõem a rede de drenagem itabirana são os rios Tanque, Jirau, de Peixe e Santa Bárbara. A cidade está inserida nas bacias hidrográficas dos rios Santo Antônio e Piracicaba, ambas importantes contribuintes da bacia do rio Doce.

### Clima

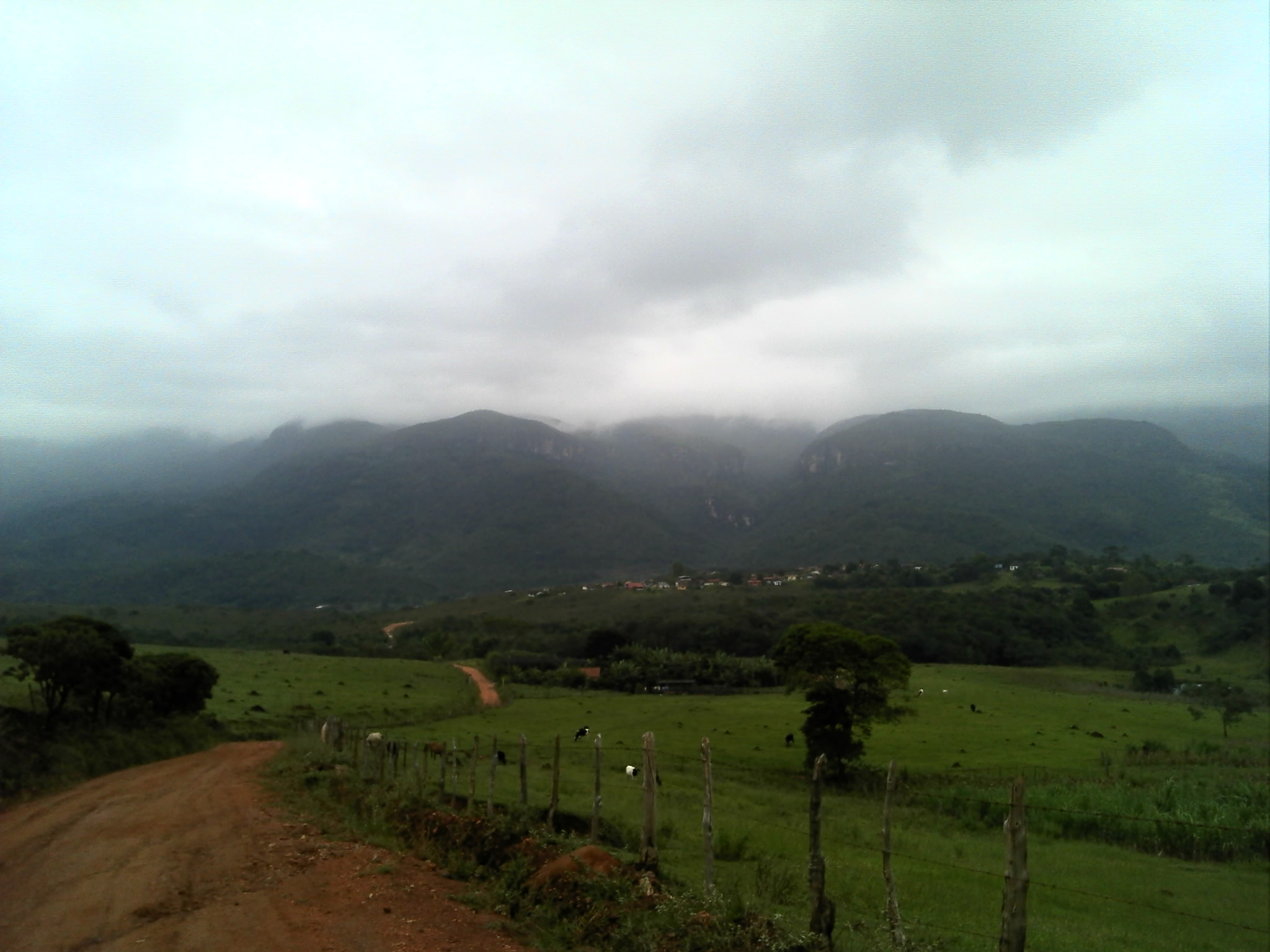
Serra dos Alves encoberta por nevoeiro

O clima itabirano é caracterizado, segundo o IBGE, como tropical de altitude (ou subtropical úmido — tipo Cwa segundo Köppen), tendo temperatura média anual em torno dos 20 °C com invernos secos e amenos e verões chuvosos com temperaturas elevadas. O índice pluviométrico é de aproximadamente de 1 315 mm/ano, concentrados entre os meses de outubro e abril.
Durante a época das secas e em longos veranicos em pleno período chuvoso também são comuns registros de queimadas em morros e matagais, principalmente na zona rural, o que contribui com o desmatamento e com o lançamento de poluentes na atmosfera, prejudicando ainda a qualidade do ar. De acordo com o Instituto Nacional de Pesquisas Espaciais (INPE), Itabira é o 213º colocado no ranking de ocorrências de descargas elétricas no estado de Minas Gerais, com uma média anual de 5,6251 raios por quilômetro quadrado. Tempestades de granizo não são frequentes, mas uma das maiores e mais recentes ocorreu em 15 de setembro de 2008.
Segundo o banco de dados do Instituto Nacional de Meteorologia (INMET), referente ao período de 1975 a 1979 e 1987 a 1992, a temperatura mínima registrada em Itabira foi de 5,4 °C em 23 de julho de 1975, e a maior atingiu 34 °C em 8 de fevereiro de 1990. No entanto, de acordo com o registro de marcas absolutas de 1918 a 1990, a menor temperatura foi de −0,4 °C em 18 de julho de 1926, e a maior foi de 37,4 °C em 10 de novembro de 1954. O maior acumulado de precipitação em 24 horas foi de 122,9 mm em 23 de janeiro de 1984.
| Dados climatológicos para Itabira | Dados climatológicos para Itabira | Dados climatológicos para Itabira | Dados climatológicos para Itabira | Dados climatológicos para Itabira | Dados climatológicos para Itabira | Dados climatológicos para Itabira | Dados climatológicos para Itabira | Dados climatológicos para Itabira | Dados climatológicos para Itabira | Dados climatológicos para Itabira | Dados climatológicos para Itabira | Dados climatológicos para Itabira | Dados climatológicos para Itabira |
| Mês | Jan                               | Fev                               | Mar                               | Abr                               | Mai                               | Jun                               | Jul                               | Ago                               | Set                               | Out                               | Nov                               | Dez                               | Ano                               |
| --- | --------------------------------- | --------------------------------- | --------------------------------- | --------------------------------- | --------------------------------- | --------------------------------- | --------------------------------- | --------------------------------- | --------------------------------- | --------------------------------- | --------------------------------- | --------------------------------- | --------------------------------- |
| Temperatura máxima recorde (°C) | 33,6                              | 34                                | 32,4                              | 31,6                              | 31,2                              | 29,8                              | 30,2                              | 32                                | 33,3                              | 32,2                              | 33,6                              | 33,5                              | 34                                |
| Temperatura máxima média (°C) | 28,5                              | 28,7                              | 27,8                              | 26                                | 24,5                              | 23,8                              | 23,7                              | 25,4                              | 26,1                              | 26,7                              | 26,9                              | 26,8                              | 26,2                              |
| Temperatura média (°C) | 22,9                              | 23,1                              | 22,4                              | 20,7                              | 18,6                              | 17,3                              | 17                                | 18,2                              | 19,8                              | 21,2                              | 21,9                              | 22                                | 20,4                              |
| Temperatura mínima média (°C) | 17,4                              | 17,5                              | 17                                | 15,4                              | 12,7                              | 10,9                              | 10,3                              | 11,1                              | 13,6                              | 15,8                              | 16,9                              | 17,2                              | 14,6                              |
| Temperatura mínima recorde (°C) | 15                                | 14,3                              | 11                                | 11,9                              | 8,3                               | 6                                 | 5,4                               | 8,4                               | 10                                | 10,8                              | 12                                | 13,6                              | 5,4                               |
| Precipitação (mm) | 160,8                             | 130,3                             | 121,2                             | 82,4                              | 35,8                              | 20,8                              | 23,9                              | 19,4                              | 66,7                              | 137,2                             | 243,5                             | 273,9                             | 1 315,9                           |
| Dias com precipitação (≥ 1 mm) | 9                                 | 9                                 | 8                                 | 5                                 | 4                                 | 1                                 | 3                                 | 2                                 | 5                                 | 10                                | 15                                | 15                                | 86                                |
| Umidade relativa compensada (%) | 84,5                              | 82,4                              | 84,2                              | 86,4                              | 85,2                              | 83,4                              | 81,7                              | 79,4                              | 79,8                              | 81,8                              | 85,3                              | 83,8                              | 83,2                              |
| Insolação (h) | 194,4                             | 185,6                             | 185,9                             | 172,3                             | 177,6                             | 173,1                             | 190,7                             | 186,6                             | 157,1                             | 152,7                             | 127,6                             | 135,2                             | 2 039                             |
| Fonte: Instituto Nacional de Meteorologia (normal climatológica de 1961 a 1990: precipitação, dias com precipitação, umidade relativa e insolação; recordes de temperatura de 1975 a 1979 e 1987 a 1992); |                                   |                                   |                                   |                                   |                                   |                                   |                                   |                                   |                                   |                                   |                                   |                                   |                                   |
| Fonte 2: Climate-Data.org (médias de temperatura) |                                   |                                   |                                   |                                   |                                   |                                   |                                   |                                   |                                   |                                   |                                   |                                   |                                   |

### Ecologia e meio ambiente

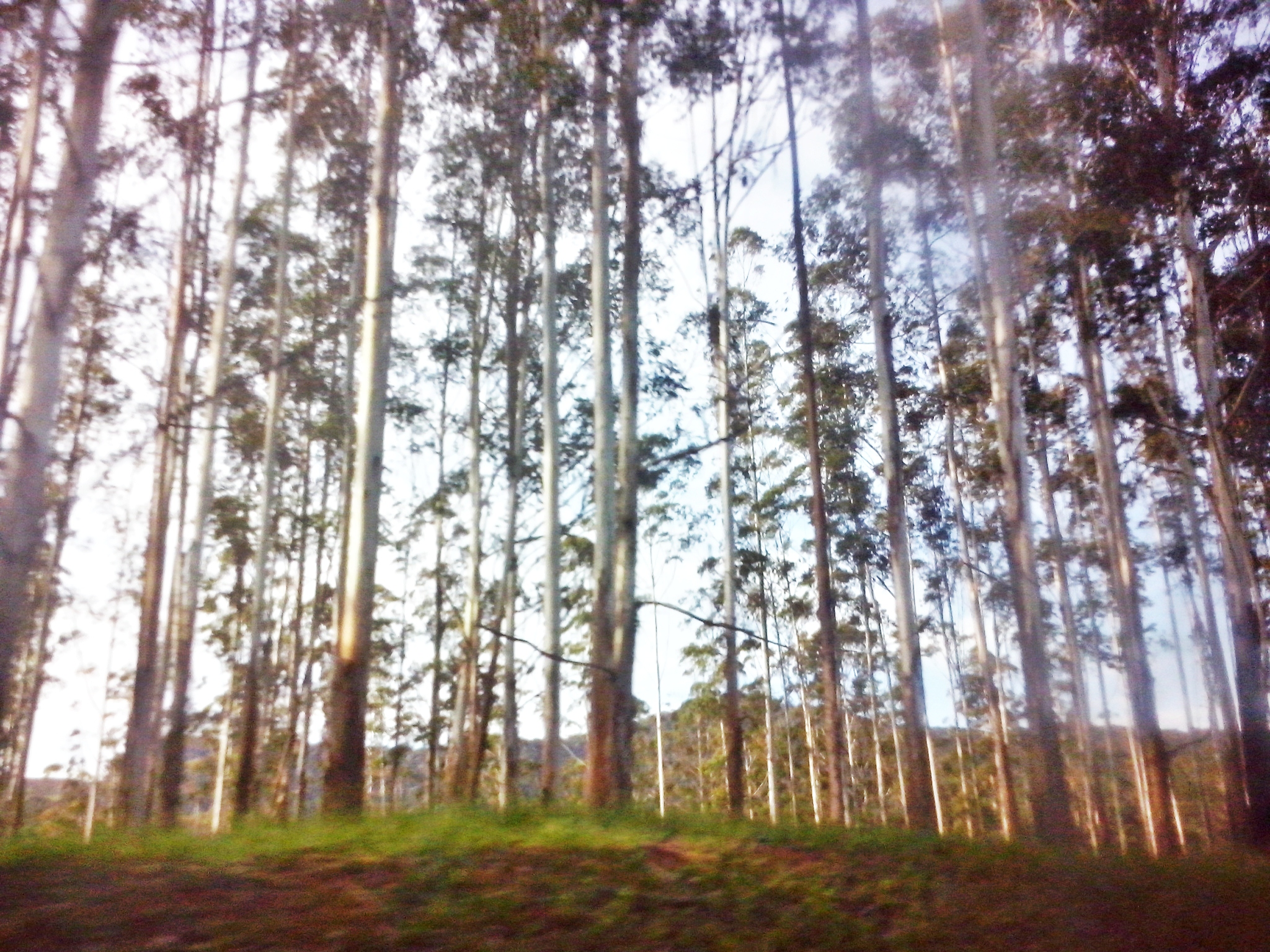
Plantação de eucalipto próxima à cidade

A vegetação original e atualmente predominante no território do município é a Mata Atlântica, porém Itabira situa-se em uma faixa de transição entre o domínio vegetal atlântico e o cerrado, sendo que este encontra-se mais comumente nas encostas da Serra do Espinhaço, na porção oeste itabirana.
A região de Itabira vem observando, há décadas, profundas transformações ambientais oriundas, principalmente, de um intenso processo de atividades extrativas minerais, persistente atualmente. Também passou a se desmatar para alimentar as industrias produtoras de carvão, objetivando a alimentação de siderúrgicas e agropecuária. Isso gerou e segue favorecendo uma grande mudança paisagística, reduzindo áreas verdes de vegetação nativa em pequenos fragmentos em meio a áreas abertas de pastagem. A grande maioria dessas áreas fragmentadas encontra-se protegida por meio de unidades de conservação públicas ou particulares, por intermédio de regras exigidas pelo poder público quanto ao licenciamento ambiental.
Muitos dos fragmentos vegetacionais correspondem a locais de acesso menos facilitado, permitindo que seja preservada a biodiversidade, albergando por vezes espécimes endêmicas, raras e ameaçadas de extinção. Dentre estas, na flora municipal são encontrados representantes da Dalbergia nigra (jacarandá-da-bahia) e da Dicksonia sellowiana (xaxim). Com importância econômico-ecológica há a Aechmea bromeliifolia (bromélia), a Astronium fraxinifolium (gonçalo-alves), o Aspidosperma parvifolium (pitiá), a Cariniana legalis (jequitibá-rosa), a Lecythis lurida (sapucaiú) e a Plathymenia foliolosa (vinhático).

## Demografia
Em 2022, a população foi estimada em 113 343 habitantes pelo censo daquele ano, realizado pelo Instituto Brasileiro de Geografia e Estatística (IBGE). Em 2010, a população era de 109 783 habitantes. Segundo o censo de 2010, 52 733 habitantes eram homens e 57 050 eram mulheres. Ainda segundo o mesmo censo, 102 316 habitantes viviam na zona urbana e 52 733 na zona rural. Da população total, 23 891 habitantes (21,76%) tinham menos de 15 anos de idade, 77 763 habitantes (70,83%) tinham de 15 a 64 anos e 8 129 pessoas (7,40%) possuíam mais de 65 anos, sendo que a esperança de vida ao nascer era de 77,4 anos e a taxa de fecundidade total por mulher era de 1,9.
Em 2010, segundo dados do censo do IBGE daquele ano, a população itabirana era composta por 31 473 brancos (28,67%); 14 141 negros (12,88%); 1 171 amarelos (1,07%); 62 907 pardos (57,30%) e 91 indígenas (0,08%). Considerando-se a região de nascimento, 108 286 eram nascidos na Região Sudeste (98,64%), 219 na Região Norte (0,20%), 656 no Nordeste (0,60%), 199 no Sul (0,18%) e 214 no Centro-Oeste (0,19%). 107 035 habitantes eram naturais do estado de Minas Gerais (97,50%) e, desse total, 82 071 eram nascidos em Itabira (74,76%). Entre os 2 748 naturais de outras unidades da federação, o Espírito Santo era o estado com maior presença, com 609 pessoas (0,55%), seguido por São Paulo, com 463 residentes (0,42%), e pela Bahia, com 377 habitantes residentes no município (0,34%).

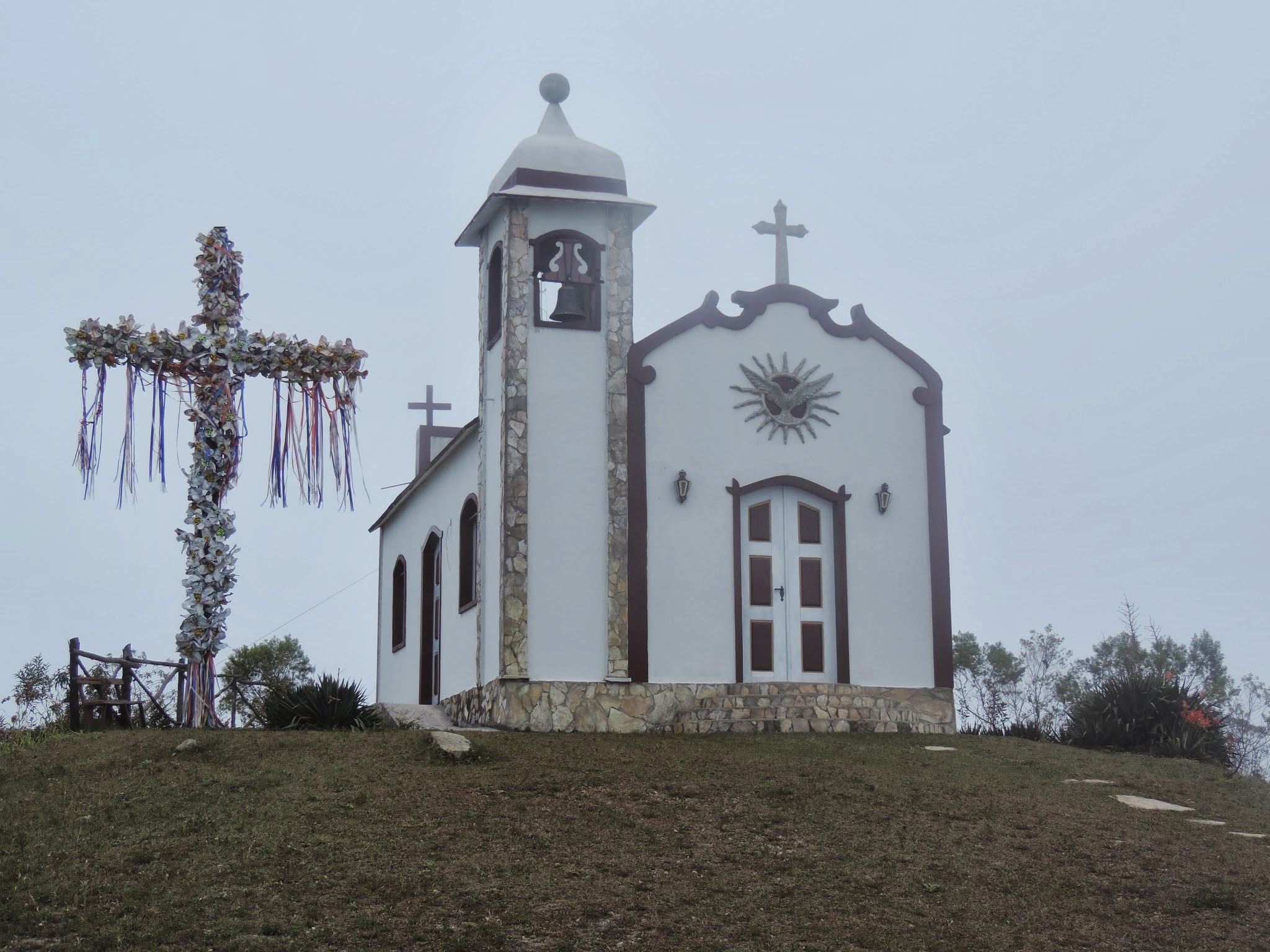
Igreja do Morro Redondo em Ipoema

O Índice de Desenvolvimento Humano Municipal (IDH-M) de Itabira é considerado alto pelo Programa das Nações Unidas para o Desenvolvimento (PNUD), sendo que seu valor é de 0,756, sendo o 33º maior de Minas Gerais e o 440º maior do Brasil. A cidade possui a maioria dos indicadores próximos ou acima da média nacional segundo o PNUD. Considerando-se apenas o índice de educação o valor é de 0,678, o valor do índice de longevidade é de 0,873 e o de renda é de 0,729. De 2000 a 2010, a proporção de pessoas com renda domiciliar per capita de até meio salário mínimo reduziu em 65,9% e em 2010, 92,2% da população vivia acima da linha de pobreza, 5,9% encontrava-se na linha da pobreza e 1,9% estava abaixo e o coeficiente de Gini, que mede a desigualdade social, era de 0,521, sendo que 1,00 é o pior número e 0,00 é o melhor. A participação dos 20% da população mais rica da cidade no rendimento total municipal era de 56,9%, ou seja, 13,6 vezes superior à dos 20% mais pobres, que era de 4,2%.
De acordo com dados do censo de 2010 realizado pelo IBGE, a população de Itabira é composta por 82 363 católicos (75,02%), 21 052 evangélicos (19,18%), 3 327 pessoas sem religião (3,03%), 1 020 espíritas (0,93%), 790 Testemunhas de Jeová (0,72%) e 1,12% divididos entre outras religiões. Segundo divisão feita pela Igreja Católica, Itabira abriga a sé episcopal da Diocese de Itabira-Fabriciano, que representada pela Catedral Nossa Senhora do Rosário. A circunscrição foi criada em 14 de junho de 1965 e desde 1979 tem o município de Coronel Fabriciano como cossede. A cidade é a sede da Região Pastoral I, que em fevereiro de 2014 compreendia 14 paróquias, sendo nove delas sediadas em Itabira: Nossa Senhora da Conceição (em Ipoema), Nossa Senhora da Conceição Aparecida, Nossa Senhora da Penha, Nossa Senhora da Piedade, Nossa Senhora da Saúde, Nossa Senhora do Carmo (em Senhora do Carmo), Nossa Senhora do Rosário (sé episcopal), Sagrado Coração de Jesus e Santo Antônio.

## Política e administração

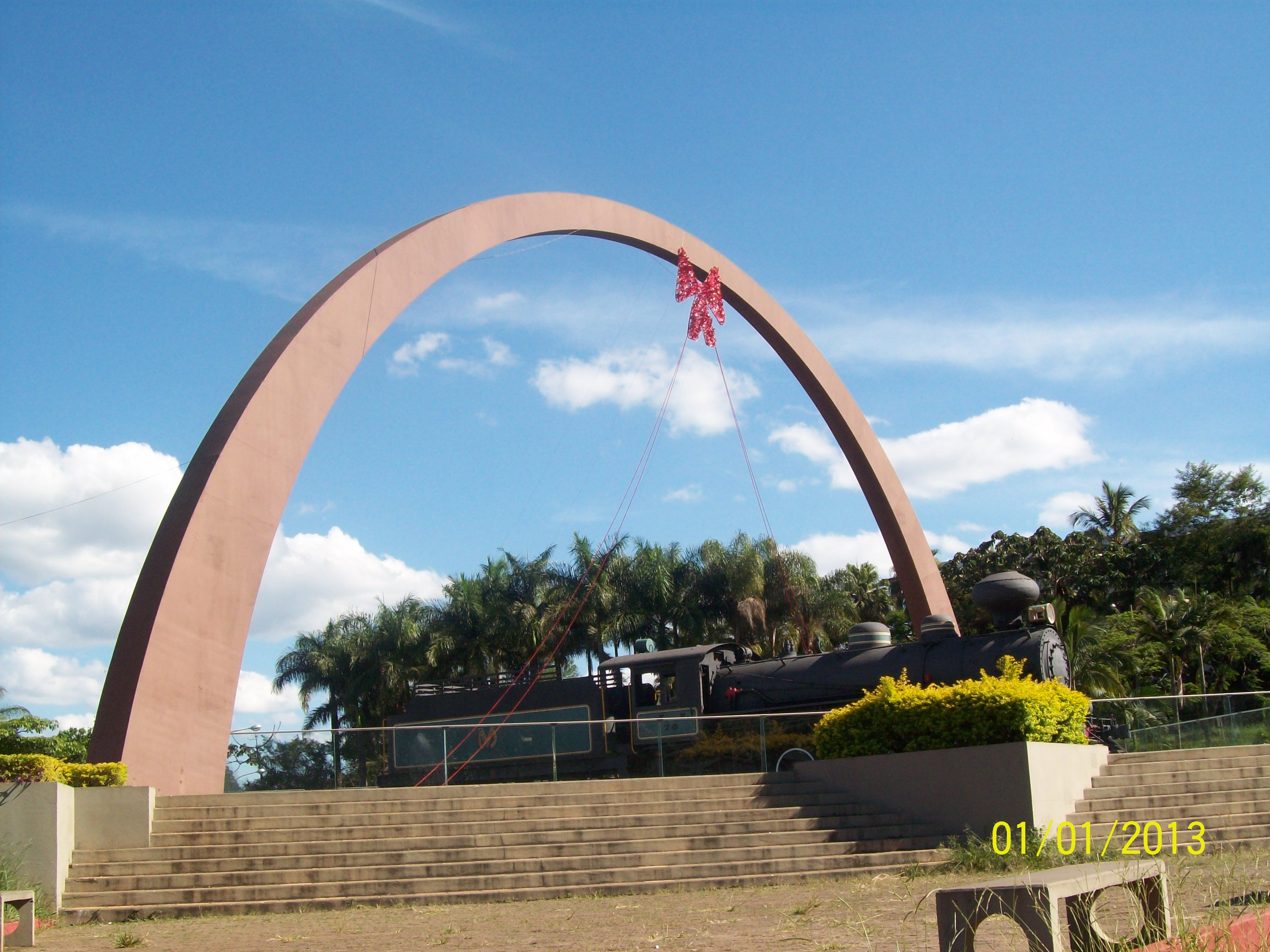
Praça do Areão

A administração municipal se dá pelos Poderes Executivo e Legislativo. O Executivo é exercido pelo prefeito, auxiliado pelo seu gabinete de secretários. O Poder Legislativo, por sua vez, é constituído pela Câmara Municipal, composta por 17 vereadores. Cabe à casa elaborar e votar leis fundamentais à administração e ao Executivo, especialmente o orçamento participativo (Lei de Diretrizes Orçamentárias).
Em complementação ao processo Legislativo e ao trabalho das secretarias, existem também conselhos municipais em atividade, entre os quais dos direitos da criança e do adolescente, tutelar e de assistência social. Itabira se rege por sua lei orgânica, que foi promulgada em 24 de junho de 1990, e abriga uma comarca do Poder Judiciário estadual, de segunda entrância, tendo como termos os municípios de Itambé do Mato Dentro, Passabém e Santa Maria de Itabira. O município possuía, em fevereiro de 2017, 89 696 eleitores, de acordo com o Tribunal Superior Eleitoral (TSE), o que representa 0,572% do eleitorado mineiro.

## Distritos
| Distrito                | Código IBGE | Habitantes (2022) | Domicílios particulares (2022) |        |           |       |     |
| ----------------------- | ----------- | ----------------- | ------------------------------ | ------ | --------- | ----- | --- |
| Distrito                | Código IBGE | Habitantes (2022) | Domicílios particulares (2022) | Ipoema | 313170310 | 2 517 | 961 |
| Itabira (distrito-sede) | 313170305   | 108 076           | 37 677                         |        |           |       |     |
| Senhora do Carmo        | 313170315   | 2 750             | 1 101                          |        |           |       |     |

## Economia
No Produto Interno Bruto (PIB) de Itabira, destacam-se a indústria e a área de prestação de serviços. De acordo com dados do IBGE, relativos a 2011, o PIB do município era de R$ 4 791 751 mil. 159 813 mil reais eram de impostos sobre produtos líquidos de subsídios a preços correntes e o PIB per capita era de R$ 43 300,39. Em 2010, 68,28% da população maior de 18 anos era economicamente ativa, enquanto que a taxa de desocupação era de 10,36%.
Em 2012, salários juntamente com outras remunerações somavam 1 029 995 mil reais e o salário médio mensal de todo município era de 3,1 salários mínimos. Havia 3 204 unidades locais e 3 071 empresas atuantes. Em 2010, segundo o IBGE, 56,86% das residências sobreviviam com menos de salário mínimo mensal por morador (18 029 domicílios), 31,85% sobreviviam com entre um e três salários mínimos para cada pessoa (10 100 domicílios), 5,25% recebiam entre três e cinco salários (1 664 domicílios), 3,46% tinham rendimento mensal acima de cinco salários mínimos (1 098 domicílios) e 2,56% não tinham rendimento (811 domicílios).
Setor primário
| Produção de cana-de-açúcar, milho e mandioca (2011) | Produção de cana-de-açúcar, milho e mandioca (2011) | Produção de cana-de-açúcar, milho e mandioca (2011) |
| --------------------------------------------------- | --------------------------------------------------- | --------------------------------------------------- |
| Produto                                             | Área colhida (hectares)                             | Produção (tonelada)                                 |
| Cana-de-açúcar                                      | 280                                                 | 16 800                                              |
| Milho                                               | 250                                                 | 400                                                 |
| Mandioca                                            | 15                                                  | 120                                                 |

A pecuária e a agricultura representam o setor menos representativo na economia de Itabira. Em 2011, de todo o PIB da cidade, 19 178 mil reais era o valor adicionado bruto da agropecuária, enquanto que em 2010, 5,88% da população economicamente ativa do município estava ocupada no setor. Segundo o IBGE, em 2011, o município contava com cerca de 29 909 bovinos, 3 053 equinos, 48 bubalinos, 11 asininos, 1 527 muares, 1 849 suínos, 12 caprinos e 18 ovinos. Havia 77 095 aves, dentre estas 54 454 eram galos, frangas, frangos e pintinhos e 22 641 galinhas, sendo que destas foram produzidas 340 mil dúzias de ovos de galinha. 8 942 vacas foram ordenhadas, das quais foram produzidos 10 328 mil litros de leite. Também foram produzidos 28 870 quilos de mel de abelha.
Na lavoura temporária são produzidos principalmente a cana-de-açúcar (16 800 toneladas produzidas e 280 hectares cultivados), o milho (400 toneladas produzidas e 250 hectares plantados) e a mandioca (120 toneladas rendidas e 15 hectares cultivados), além do feijão (60 toneladas produzidas e 110 hectares cultivados). Já na lavoura permanente destacam-se a banana (630 toneladas produzidas e 45 hectares colhidos), a laranja (490 toneladas produzidas e 35 hectares colhidos) e a tangerina (150 toneladas produzidas e 10 hectares colhidos), sendo cultivados ainda café, goiaba, limão, manga e pêssego.
Setor secundário

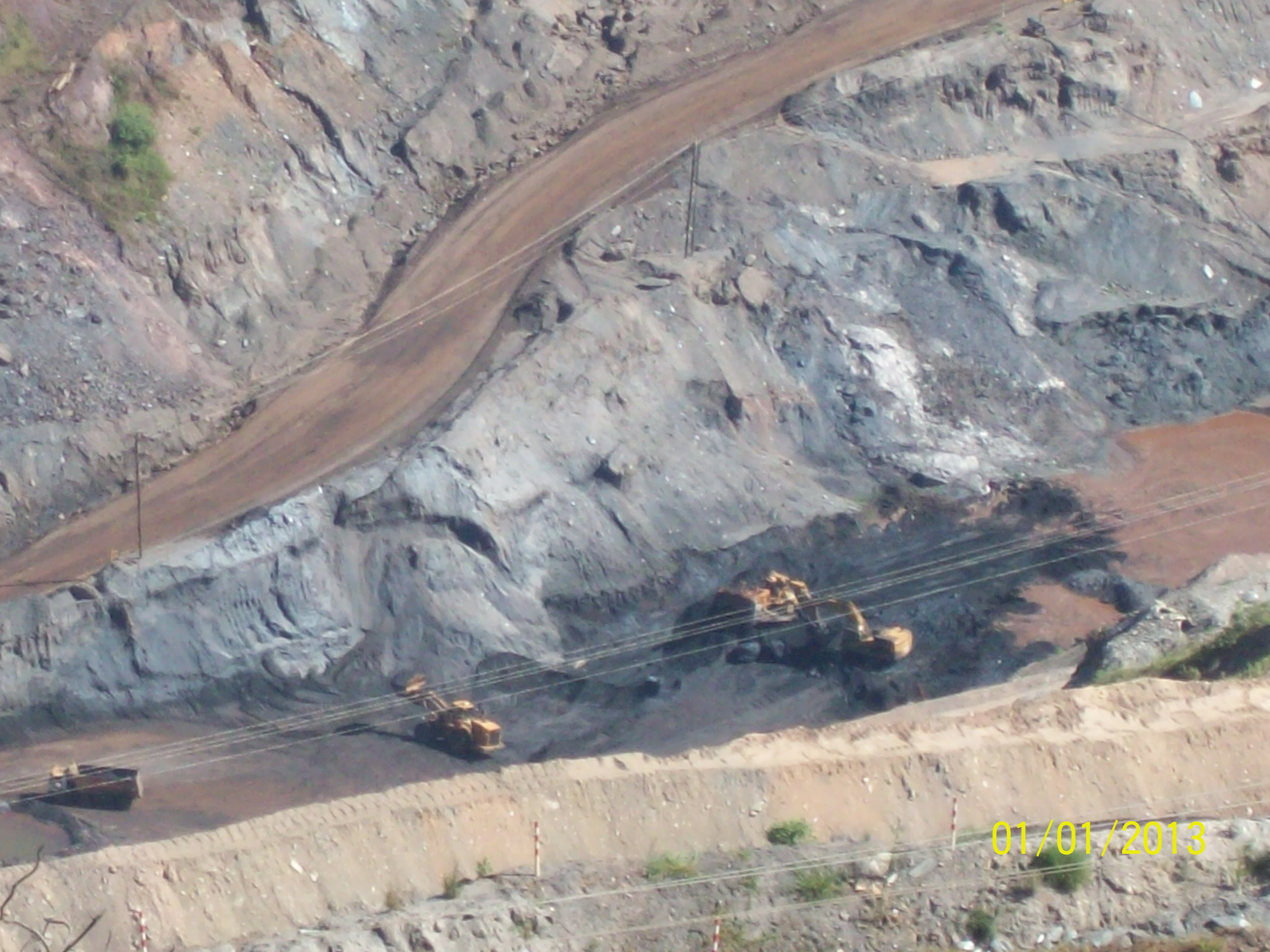
Área de mineração da Vale S.A.

A indústria, em 2011, era o setor mais relevante para a economia do município. 3 262 635 reais do PIB municipal eram do valor adicionado bruto do setor secundário. De acordo com estatísticas do ano de 2010, 10,65% dos trabalhadores de Itabira estavam ocupados no setor industrial extrativo e 6,42% na indústria de transformação. A exploração do ferro ocorrida entre o final do século XVIII e começo do século XIX, com o declínio da extração do ouro em Minas Gerais, abriu caminho para o setor industrial itabirano. Naquele período foram abertas as primeiras forjas, que por bastante tempo serviram como uma das principais fontes de renda da cidade.
Em 1911, a Itabira Iron Ore Company foi autorizada a explorar e exportar minério de ferro das jazidas de Itabira por concessão do Governo Federal e em 1942 é criada a Companhia Vale do Rio Doce (CVRD), atual Vale S.A.. Naquele momento, ocorre um novo crescimento da industria na cidade, com a construção de complexos industriais e facilitamento do escoamento do ferro aos portos do litoral capixaba, já feito pela Estrada de Ferro Vitória a Minas (EFVM), que passa por um processo de modernização ao ser administrada pela Vale.
Setor terciário
Em 2010, 11,65% da população ocupada estava empregada no setor de construção, 1,47% nos setores de utilidade pública, 14,18% no comércio e 43,64% no setor de serviços e em 2011, 1 350 125 reais do PIB municipal eram do valor adicionado bruto do setor terciário. Estatísticas da Câmara de Dirigentes Lojistas (CDL) de Itabira apontam, no entanto, que em março de 2013 o comércio gerava cerca de 15 mil empregos na cidade.

## Infraestrutura

### Habitação, infraestrutura básica e criminalidade

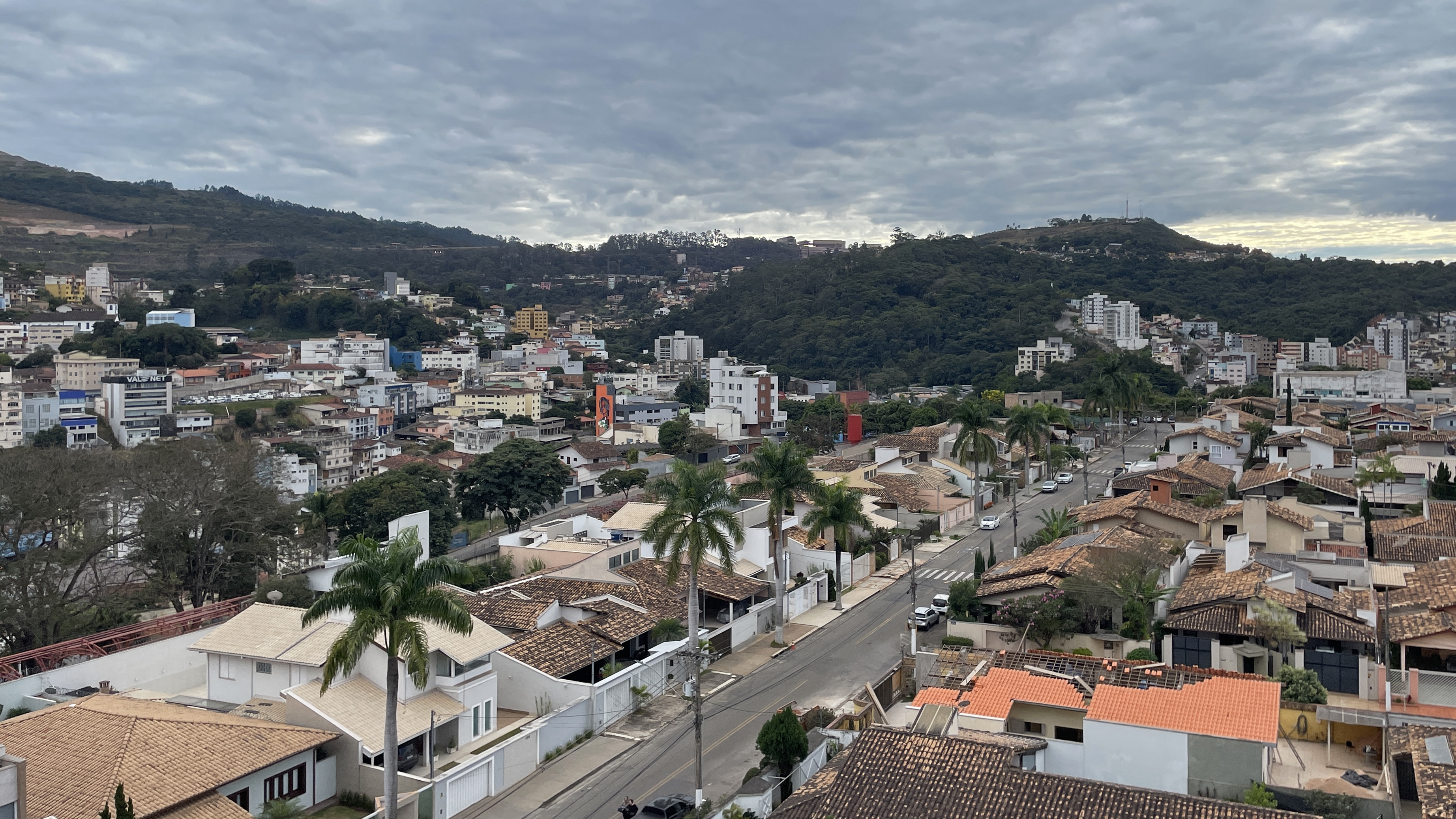
Vista do bairro Esplanada da Estação com o Centro ao fundo

No ano de 2010 a cidade tinha 31 711 domicílios particulares permanentes. Desse total, 29 027 eram casas, 191 eram casas de vila ou condomínios, 2 263 eram apartamentos e 230 eram habitações em cortiços. Do total de domicílios, 25 123 são imóveis próprios (23 938 próprios já quitados e 1 185 em aquisição); 4 025 foram alugados; 2 424 foram cedidos (286 cedidos por empregador e 2 138 cedidos de outra forma) e 139 foram ocupados de outra maneira. Parte dessas residências contava com água tratada, energia elétrica, esgoto, limpeza urbana, telefonia fixa e telefonia celular. 29 092 domicílios eram atendidos pela rede geral de abastecimento de água (91,84% do total); 31 187 (98,34%) possuíam banheiros para uso exclusivo das residências; 29 480 (92,96% deles) eram atendidos por algum tipo de serviço de coleta de lixo (seja pela prefeitura ou não); e 31 614 (99,69%) possuíam abastecimento de energia elétrica.
Como na maioria dos municípios médios e grandes brasileiros, a criminalidade ainda é um problema em Itabira. Em 2011, a taxa de homicídios no município foi de 5,5 para cada 100 mil habitantes, ficando no 245º lugar a nível estadual e no 2304º lugar a nível nacional. O índice de suicídios naquele ano para cada 100 mil habitantes foi de 4,6, sendo o 187º a nível estadual e o 1329º a nível nacional. Já em relação à taxa de óbitos por acidentes de transito, o índice foi de 5,5 para cada 100 mil habitantes, ficando no 293º a nível estadual e no 2506º lugar a nível nacional. Por força da Constituição Federal do Brasil, o município possui uma Guarda Municipal, que tem função de proteger os bens, serviços e instalações públicas.

### Saúde e educação
Em 2009, o município possuía 63 estabelecimentos de saúde entre hospitais, pronto-socorros, postos de saúde e serviços odontológicos, sendo que o sistema médico-hospitalar circula em torno de dois hospitais principais, o Hospital Carlos Chagas e o Hospital Nossa Senhora das Dores. Do total de unidades de saúde, 33 eram públicas municipais e 30 privadas e nove delas faziam parte do Sistema Único de Saúde (SUS), tendo um total de 193 leitos para internação. Em 2013, 88,9% das crianças menores de 1 ano de idade estavam com a carteira de vacinação em dia. Em 2012, foram registrados 1 608 nascidos vivos, sendo que o índice de mortalidade infantil neste ano foi de 11,2 óbitos de crianças menores de cinco anos de idade a cada mil nascidos. Em 2010, 4,32% das mulheres de 10 a 17 anos tiveram filhos (todas acima dos 15 anos) e a taxa de atividade entre meninas de 10 a 14 anos era de 6,53%. 70,0% das crianças foram pesadas pelo Programa Saúde da Família em 2013, sendo que 1,3% do total estavam desnutridas.
Na área da educação, o Índice de Desenvolvimento da Educação Básica (IDEB) médio entre as escolas públicas de Itabira era, no ano de 2011, de 5,2 (numa escala de avaliação que vai de nota 1 a 10), sendo que a nota obtida por alunos do 5º ano (antiga 4ª série) foi de 5,8 e do 9º ano (antiga 8ª série) foi de 4,7; o valor das escolas públicas de todo o Brasil era de 4,0. Em 2010, 1,26% das crianças com faixa etária entre seis e quatorze anos não estavam cursando o ensino fundamental. A taxa de conclusão, entre jovens de 15 a 17 anos, era de 58,9% e o percentual de alfabetização de jovens e adolescentes entre 15 e 24 anos era de 98,7%. A distorção idade-série entre alunos do ensino fundamental, ou seja, com com idade superior à recomendada, era de 5,4% para os anos iniciais e 27,7% nos anos finais e, no ensino médio, a defasagem chegava a 32,2%. Dentre os habitantes de 18 anos ou mais, 57,56% tinham completado o ensino fundamental e 39,81% o ensino médio, sendo que a população tinha em média 9,65 anos esperados de estudo.
Em 2010, de acordo com dados da amostra do censo demográfico, da população total, 32 885 habitantes frequentavam creches e/ou escolas. Desse total, 1 133 frequentavam creches, 2 719 estavam no ensino pré-escolar, 1 838 na classe de alfabetização, 409 na alfabetização de jovens e adultos, 14 578 no ensino fundamental, 5 635 no ensino médio, 1 270 na educação de jovens e adultos do ensino fundamental, 1 224 na educação de jovens e adultos do ensino médio, 500 na especialização de nível superior, 3 509 em cursos superiores de graduação, 34 em mestrado e 36 em doutorado. 76 898 pessoas não frequentavam unidades escolares, sendo que 8 116 nunca haviam frequentado e 68 782 haviam frequentado alguma vez. O município contava, em 2012, com 22 381 matrículas nas instituições de ensino da cidade que ofereciam a educação infantil e os ensinos fundamental e médio, sendo que das 48 que forneciam o ensino fundamental, 25 eram escolas públicas municipais, 15 públicas municipais e oito privadas, ao mesmo tempo que das 16 instituições que ofereciam o ensino médio, 12 eram escolas públicas estaduais e 12 eram privadas. Em 1907, foi fundada a primeira escola de ensino básico em Itabira e a segunda do estado de Minas Gerais, o Grupo Escolar Doutor Carvalho de Brito, atualmente Escola Municipal Coronel José Batista. Em relação ao ensino superior, a cidade possui campi da Universidade Presidente Antônio Carlos (Unipac), Fundação Comunitária de Ensino Superior de Itabira, Centro de Ensino Superior de Itabira e Universidade Federal de Itajubá.
| Ensino pré-escolar | 2 376  | 168 | 40 |
| Ensino fundamental | 15 274 | 857 | 48 |
| Ensino médio       | 4 731  | 325 | 16 |

### Serviços e comunicação

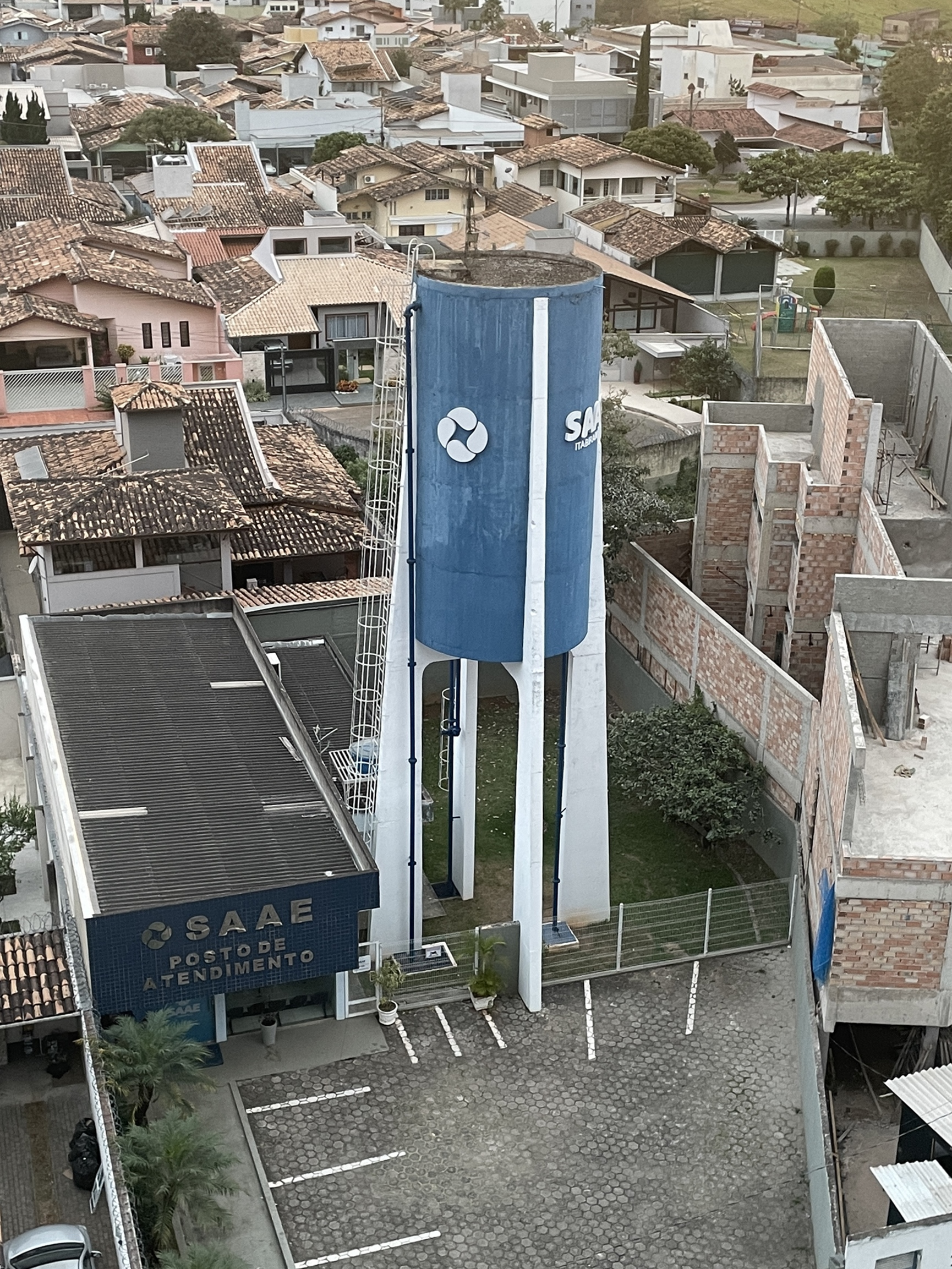
Uma torre de água do Serviço Autônomo de Água e Esgoto (SAAE) na região central da cidade

O serviço de abastecimento de energia elétrica do município é feito pela Companhia Energética de Minas Gerais (CEMIG). Segundo a empresa, no ano de 2003 havia 33 086 consumidores (sendo 28 239 consumidores residenciais) e foram consumidos 273 451 955 KWh de energia. O serviço de abastecimento de água e coleta de esgoto da cidade é feito pelo Serviço Autônomo de Água e Esgoto (SAAE) itabirano.
O código de área (DDD) de Itabira é 031 e o Código de Endereçamento Postal (CEP) vai de 35900-000 a 35907-999. No dia 19 de janeiro de 2009 o município passou a ser servido pela portabilidade, juntamente com outros municípios com o mesmo DDD. A portabilidade é um serviço que possibilita a troca da operadora sem a necessidade de se trocar o número do aparelho. Há uma série de jornais e revistas em circulação, sendo os principais, com sede no próprio município, Diário de Itabira, Correio de Notícias, Jornal Espinhaço, Folha Popular, Jornal Impacto, Jornal Manchetes Regionais, O Passarela, O Trem, Revista Em Foco Estrada Real, Revista De Fato e Vox. Itabira também sedia as emissoras de rádio Rádio Antártica, Rádio Pontal, Rádio Caraça e Rádio Itabira, além da TV Cultura de Itabira, afiliada à TV Cultura, que está desativada desde 2012 devido a problemas de licenciamento após a mudança para o sistema digital de televisão no país.

### Transportes
A frota municipal no ano de 2012 era de 48 224 veículos, sendo 29 391 automóveis, 1 658 caminhões, 87 caminhões-tratores, 3 765 caminhonetes, 1 025 caminhonetas, 337 micro-ônibus, 9 910 motocicletas, 793 motonetas, 545 ônibus, 218 utilitários, cinco tratores de rodas e 490 classificados como outros tipos de veículos. A cidade possui transporte coletivo, que é administrado pelo Departamento de Transportes e Trânsito de Itabira (Transita), órgão responsável ainda em regularizar, coordenar e organizar o tráfego, o trânsito e o sistema viário municipal. As avenidas duplicadas e pavimentadas e diversos semáforos facilitam o trânsito no município, mas o crescimento no número de veículos nos últimos dez anos está gerando um tráfego cada vez mais lento de carros, principalmente na Sede itabirana.
Itabira conta com uma estação ferroviária de passageiros, atendida pela Estrada de Ferro Vitória a Minas (EFVM), que liga Belo Horizonte a Vitória, no Espírito Santo, e é a via de viagem mais barata possível para várias cidades da Grande Belo Horizonte, Vale do Rio Doce e Espírito Santo que possuem estações ferroviárias. A EFVM também é o principal meio de escoamento do minério de ferro extraído em Itabira até os portos do litoral capixaba. O município é cortado ainda por duas rodovias federais e duas estaduais: a BR-120 (liga Itabira a Santa Maria de Itabira); a MG-129 (liga Itabira a São Gonçalo do Rio Abaixo); MG-434 (liga Itabira à BR-381 e a Bom Jesus do Amparo); além da BR-381 (que conecta o município à Região Metropolitana de Belo Horizonte e a várias cidades de Minas Gerais e do Espírito Santo).

## Cultura e lazer

### Eventos e personalidades

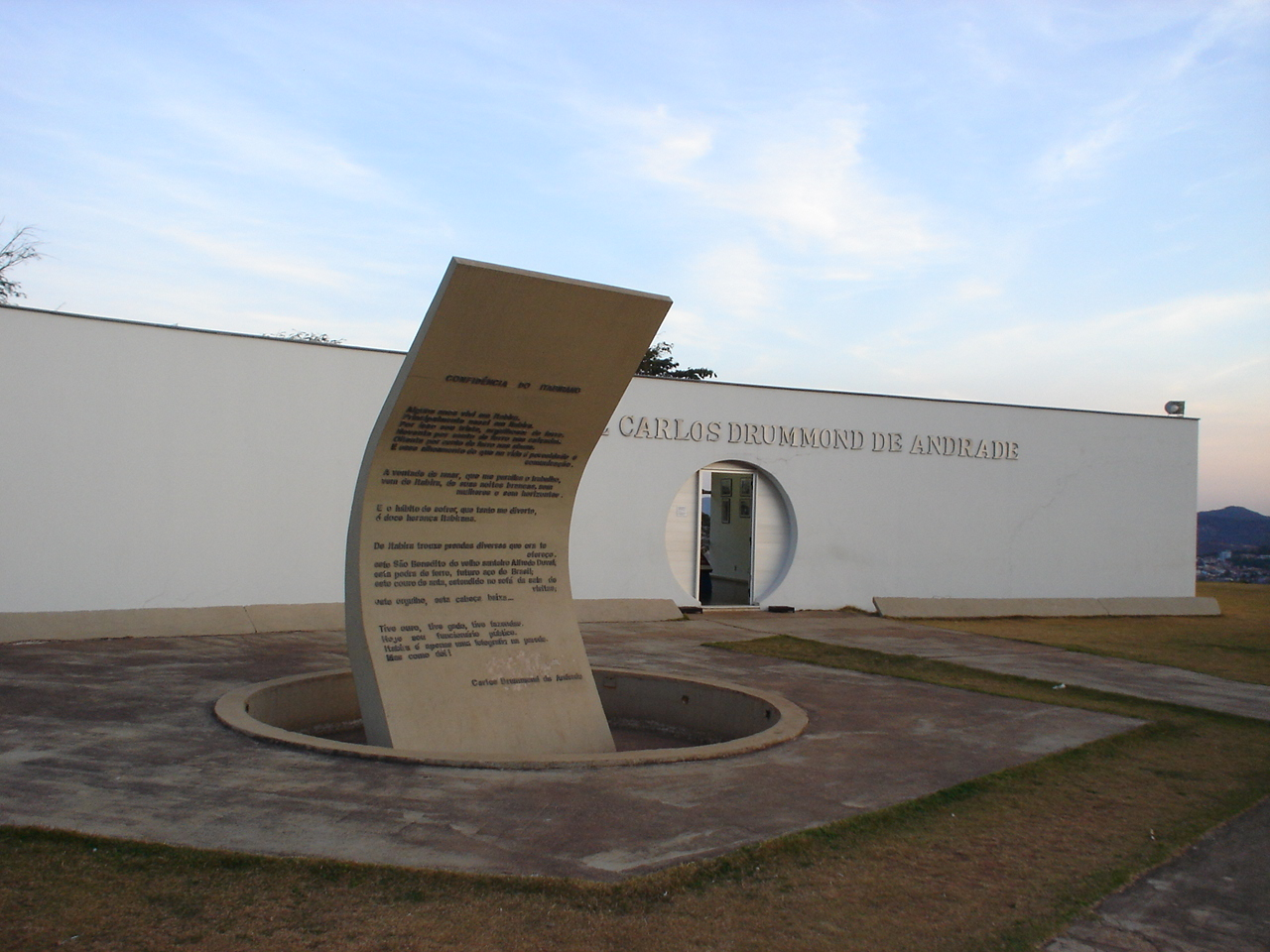
Memorial Carlos Drummond de Andrade

Para estimular o desenvolvimento socioeconômico local, a prefeitura de Itabira, juntamente ou não com instituições locais, passou a investir mais no segmento de festas e eventos. Se destaca a realização do Cavalgada do Clube do Cavalo, organizado anualmente desde 1997 no mês de maio, que além da intensa programação para os criadores de animais de raça também conta com apresentações de cantores de música sertaneja com relevância tanto regional quanto nacional; a Semana do Produtor Rural de Itabira, organizada anualmente em julho, com a realização de diversos cursos de aprimoramento de técnicas agrícolas nas áreas rurais itabiranas; a ExpoIta, realizada desde 1982, com shows de música sertaneja e mostras agrícolas; além das comemorações do aniversário da cidade, que mesmo sendo comemorado em 9 de outubro envolve uma programação que se estende por todo o mês de outubro, com realização de shows, promoções, festivais, missas e desfiles.
A cidade é terra natal de alguns artistas que obtiveram relevância regional, nacional ou mesmo internacional, tais como a modelo Ana Beatriz Barros; o contista, cronista e poeta modernista Carlos Drummond de Andrade, sendo que como cidade-natal Itabira serviu de inspiração para algumas de suas obras; o romancista, biógrafo, jornalista, polígrafo, cientista, membro do Instituto Histórico e Geográfico de São Paulo e poeta Horácio de Carvalho; o escritor, professor e historiador João Camilo de Oliveira Torres; e a modelo Patrícia Barros, irmã da também modelo Ana Beatriz Barros.

### Artes cênicas e atrativos

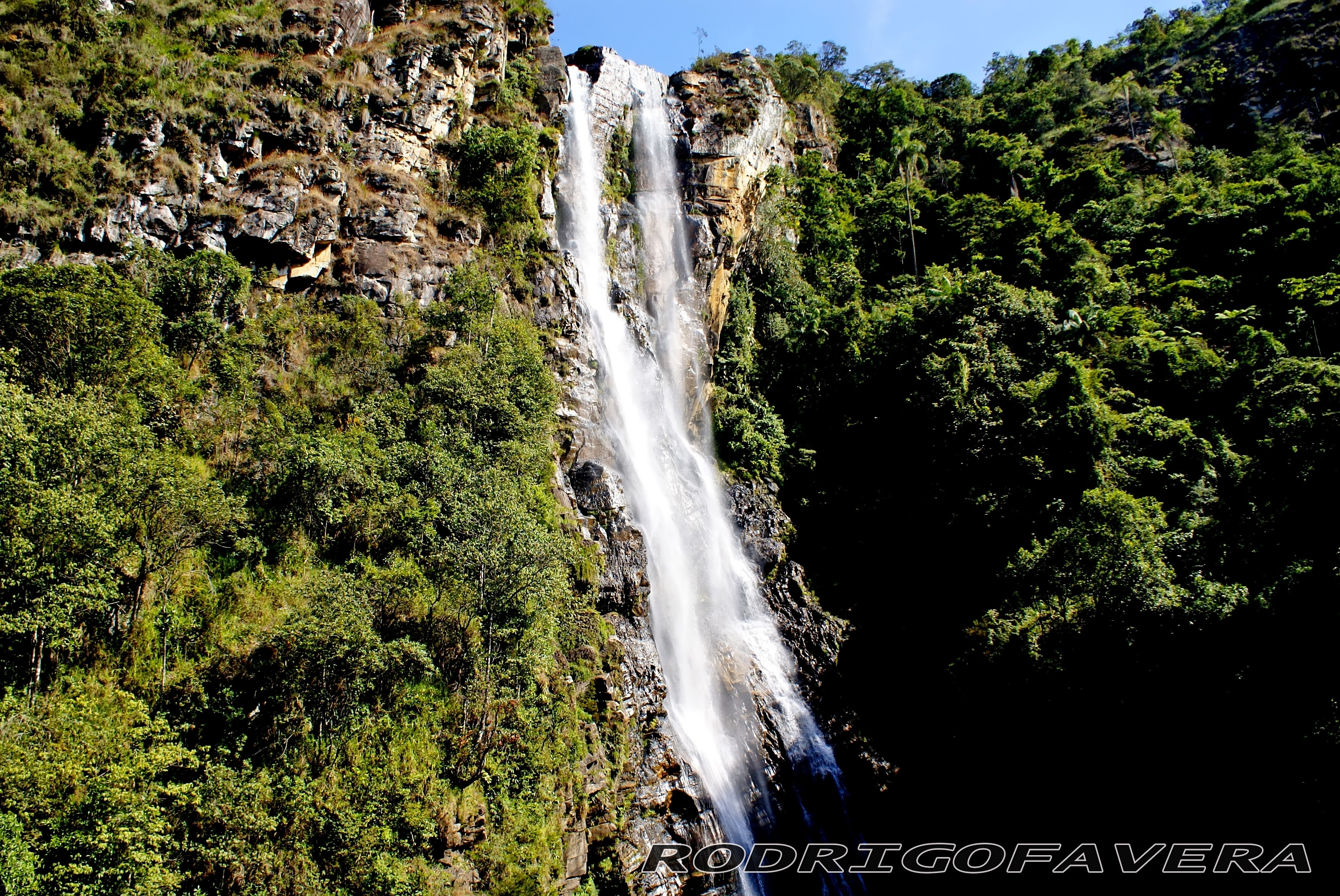
Vista da Cachoeira Alta, situada no distrito de Ipoema.

Na área das artes cênicas se destaca a realização anual do Festival de Inverno de Itabira, que ocorre desde 1974, sempre no mês de junho ou julho. É organizado pela Fundação Cultural Carlos Drummond de Andrade, um dos órgãos responsáveis pelo fomento cultural itabirano, oferecendo em algumas edições cerca de 100 atrações em 15 dias, sendo a maioria gratuita e com nomes de destaque regional em diversos segmentos artísticos, como artes cênicas, artes plásticas, teatro, música e por vezes cinema. Durante o período em que o festival é realizado ocorrem lançamentos de livros, espetáculos de teatro de rua e de palco, encontro de congados, apresentação de orquestras e oficinas, além de outras atrações em diversos pontos da cidade. O principal espaço teatral da cidade é o Teatro da Fundação Cultural Carlos Drummond de Andrade, inaugurado em 1982 e com capacidade para cerca de 420 pessoas. Também há o Museu Itabirano, o Museu Caminhos Drummondianos e do Memorial Drummond, que reúnem um relevante acervo que conta em detalhes a história de Itabira e a vida de Carlos Drummond de Andrade.
Além dos atrativos cênicos, destacam-se em Itabira diversos atrativos naturais, tais como o Parque Natural Municipal da Água Santa, que tem 12 mil m² e é uma área verde situada no centro de Itabira; a Mata do Intelecto, remanescente de Mata Atlântica de 21,60 hectares; a Mata do Limoeiro, remanescente de Mata Atlântica de 2 mil hectares, um dos maiores da região; o Morro Redondo; a Pedra da Igreja; a Serra do Bicudo; o Cânion dos Marques; a Serra das Bandeirinhas; a Serra dos Alves; além das cachoeiras dos Cristais, da Lucy, dos Borges, do Campo, do Bongue, da Conquista, da Boa Vista, do Dirrubado, do Paredão, do Limoeiro e do Meio. Em Ipoema se destacam as cachoeiras Alta, Boa Vista, Patrocínio Amaro e do Meio.

### Esportes
A Secretaria Municipal de Esportes, Lazer e Juventude (SMELJ) é o órgão subordinado à prefeitura que tem função de organizar, planejar e prestar fomento ao setor esportivo de Itabira e gerir a política municipal das juventudes. A cidade conta com equipes de diversos esportes, que por vezes se destacam ao conquistarem títulos regionais, estaduais ou mesmo nacionais, tais como basquetebol, voleibol, handebol, futebol de salão, xadrez, natação, tênis de Mesa, judô, ginástica de trampolim, taek wond do e atletismo. Também é comum, principalmente entre a população jovem, a prática de esportes radicais, como skate e BMX. Dentre os espaços desportivos, se destaca o Ginásio Poliesportivo Maestro Silvério Faustino, complexo esportivo que conta com áreas e quadras propícias à prática do atletismo, basquete, futsal e voleibol.
O principal clube de futebol de Itabira é o Valeriodoce Esporte Clube, que foi fundado em 1942 e conquistou dois Campeonatos Mineiros de Módulo II, equivalente à segunda divisão do Campeonato Mineiro de Futebol (1964 e 1965). Manda seus jogos no Estádio Israel Pinheiro, que tem capacidade para mais de 4 mil pessoas.[carece de fontes?]

### Feriados
Em Itabira há três feriados municipais e oito feriados nacionais, além dos pontos facultativos. Os feriados municipais são o dia de Corpus Christi, celebrado em maio ou junho; o dia do aniversário de emancipação política de Itabira, comemorado em 9 de outubro; e o dia da Imaculada Conceição, em 8 de dezembro. De acordo com a lei federal nº 9.093, aprovada em 12 de setembro de 1995, os municípios podem ter no máximo quatro feriados municipais com âmbito religioso, já incluída a Sexta-Feira Santa.